# Enlil-nasir I
Enlil-nasir I (akad. Enlil-nāṣir, tłum. „Bóg Enlil jest strażnikiem/opiekunem”) – władca Asyrii, syn i następca Puzur-Aszura III; według Asyryjskiej listy królów rządzić miał przez 13 lat. Panował w XVI w. p.n.e.
W trakcie wykopalisk w Aszur odnaleziono dwa stożki gliniane z jego inskrypcją budowlaną.